# Бурри, Рене
Рене Бурри (нем. René Burri; 9 апреля 1933, Цюрих, Швейцария — 20 октября 2014, Цюрих, Швейцария) — швейцарский фотограф. Бурри был фотографом Magnum Photos, фотографируя в основном политические, исторические и культурно-значимые события второй половины 20-го века. Также под прицел его камеры попадали и ключевые фигуры того же периода.

## Биография
Рене Бурри занимался изучением фотографии в Колледже искусств и ремесел в Цюрихе с 1950 по 1953 гг. Его обучением руководили Альфред Уиллиманн и Ганс Финслер. Бурри создавал небольшие документальные фильмы до 1953 года, после он стал ассистентом оператора Эрнста А. Хайнингера в одном из первых фильмов широкого формата посвященных Швейцарии. Сотрудничество Бурри с Magnum Photos начинается в 1955 году. Именно Вернер Бишоф привел Рене в агентство, в 1959 году Бурри стал полноправным сотрудником. В 1965 году Рене принимал участие в организации группы «Magnum films». В 1982 году его избрали председателем Magnum France. Одной из самых знаменитых работ является портрет Че Гевары, созданный в 1963 году.